# Ruillé-le-Gravelais
Ruillé-le-Gravelais ist eine Ortschaft und eine Commune déléguée in der französischen Gemeinde Loiron-Ruillé mit 927 Einwohnern (Stand: 1. Januar 2022) im Département Mayenne in der Region Pays de la Loire. Die Einwohner werden Ruilléens genannt.
Die Gemeinde Ruillé-le-Gravelais wurde am 1. Januar 2016 mit Loiron zur Commune nouvelle Loiron-Ruillé zusammengeschlossen. Sie gehörte zum Arrondissement Laval und zum Kanton Loiron.

## Geografie
Ruillé-le-Gravelais liegt etwa 17 Kilometer westsüdwestlich von Laval.

## Bevölkerungsentwicklung
| 1962                       | 1968 | 1975 | 1982 | 1990 | 1999 | 2006 | 2013 |
| -------------------------- | ---- | ---- | ---- | ---- | ---- | ---- | ---- |
| 485                        | 461  | 494  | 570  | 644  | 619  | 826  | 922  |
| Quellen: Cassini und INSEE |      |      |      |      |      |      |      |

## Sehenswürdigkeiten
- Kirche Saint-Méen
- Schloss Terchant aus dem 16. Jahrhundert

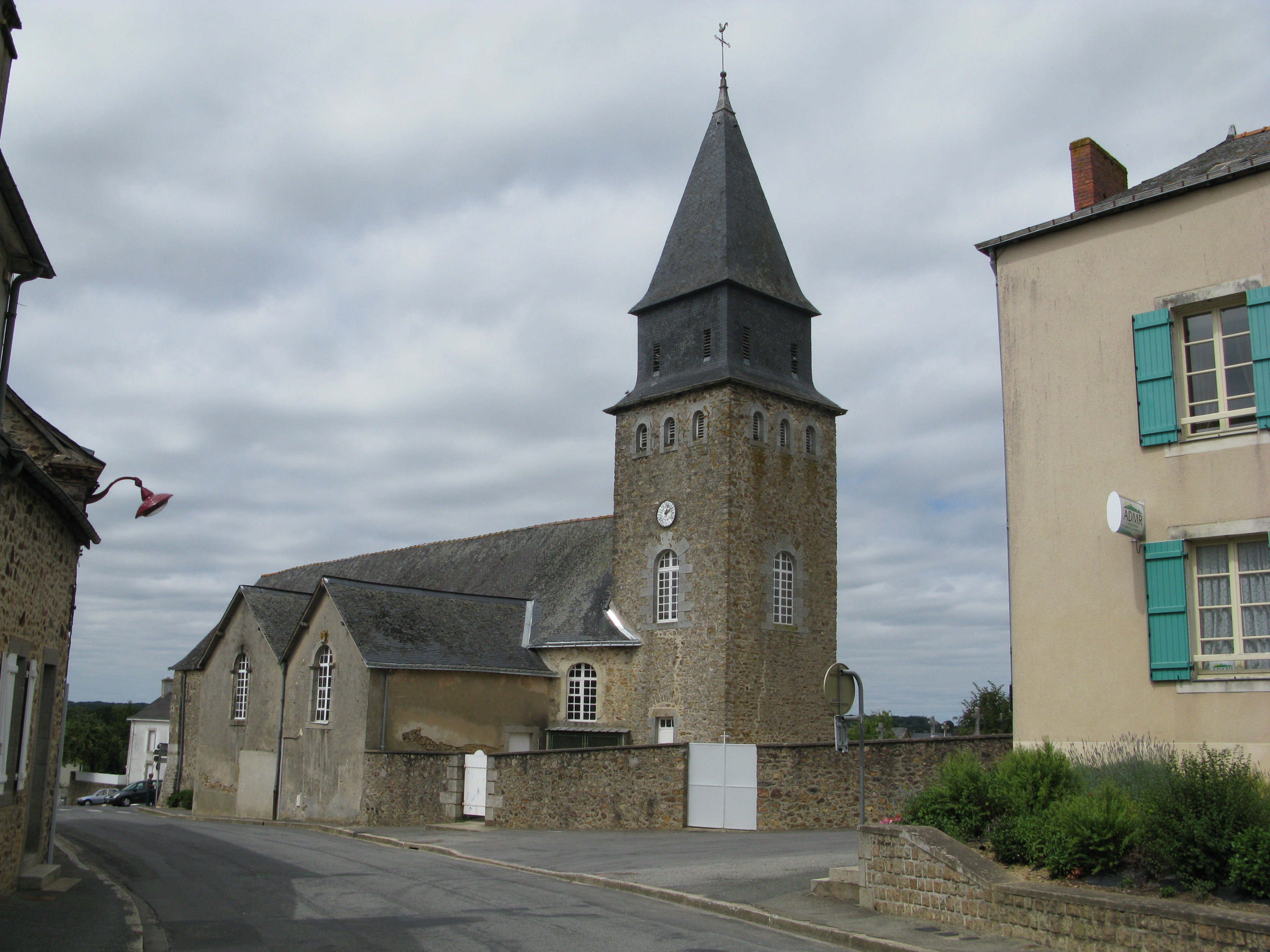
Kirche Saint-Méen